# Le Fab
 (mai 2009).
Si vous disposez d'ouvrages ou d'articles de référence ou si vous connaissez des sites web de qualité traitant du thème abordé ici, merci de compléter l'article en donnant les références utiles à sa vérifiabilité et en les liant à la section « Notes et références ».
Fabien Dalmasso, également connu jusqu'en 2016 sous le pseudonyme Le Fab, est un dessinateur et scénariste de bande dessinée français né le 30 septembre 1980 à Lagny-sur-Marne.

## Biographie

### Jeunes années
Dans sa jeunesse, Dalmasso reçoit les influences de divers classiques : Astérix, Gaston Lagaffe, Boule et Bill, Thorgal, Les Aventures de Tintin et Alix... Dalmasso dessine en amateur, illustrant les comptes rendus de visites en primaire, les exposés au collège ou encore les journaux scolaires.
Il suit la parution des mangas Dragon Ball, Saint Seiya et la plupart des mangas importés via le Club Dorothée. Il est encore un grand fan de Saint Seiya dont il collectionne les figurines et suit les derniers épisodes. Il commence alors à se chercher un style mixant les écoles franco-belge et japonaises qu'il apprécie autant l'une que l'autre[réf. souhaitée].

### Période fanzinat

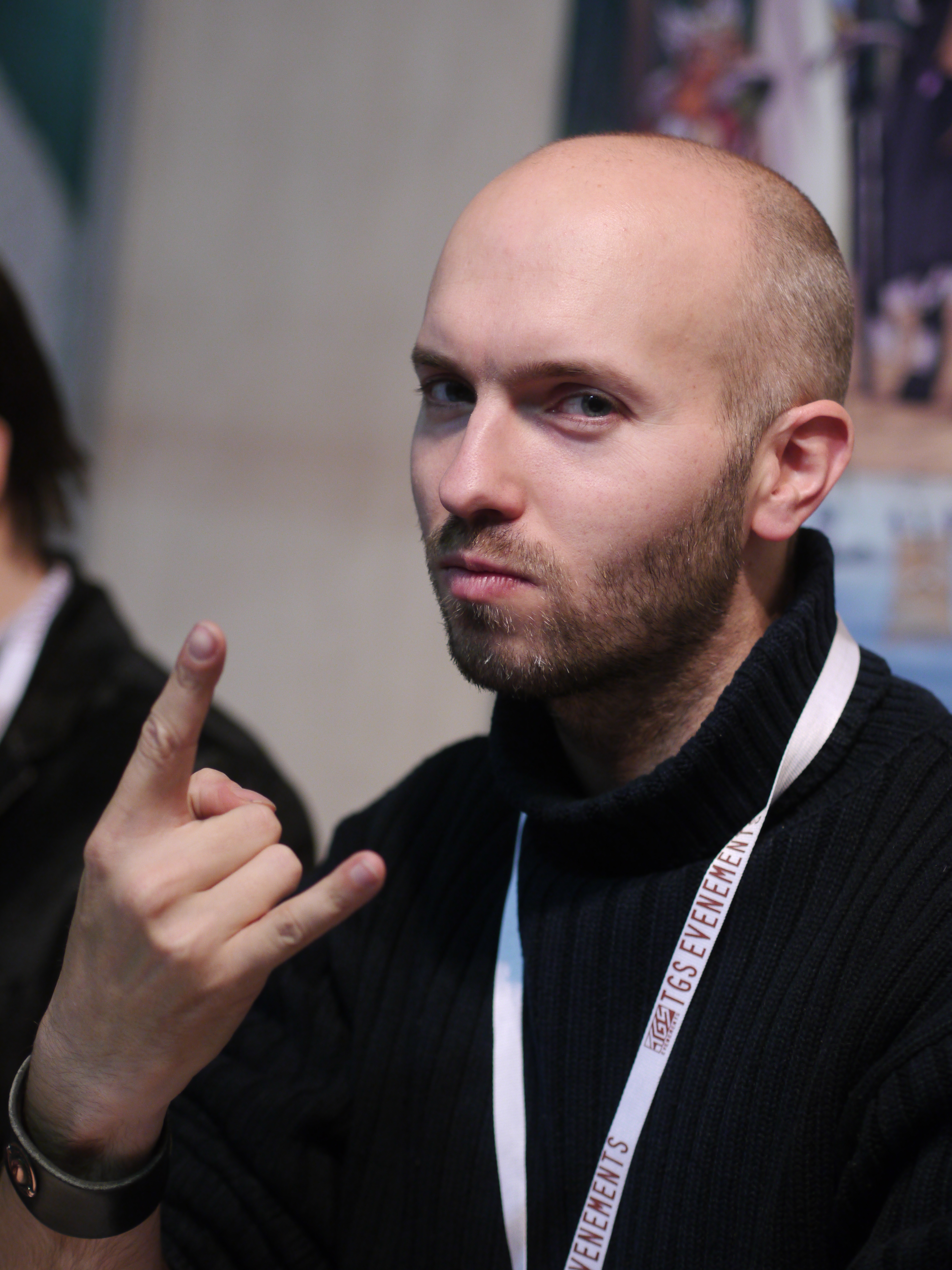
Le Fab au Toulouse Game Show en décembre 2012

Découvrant la japanimation et le fanzinat et les premières conventions, il se lance dans le fanzinat et publiera entre 2000 et 2004 quatre tomes du fanzine Babel, puis deux du fanzine Krôm où apparaissent ses premiers héros récurrents et ses scénarios de prédilection. Il adopte lors de ces parutions le diminutif « Fab », qui deviendra « Le Fab » à la sortie de sa première série.
En 2001, il entre en contact avec John Lang, alias Pen of Chaos, créateur de la série du Donjon de Naheulbeuk, pour lequel il dessine un temps une adaptation en bande dessinée uniquement diffusée sur le web. Il participe également à la réalisation des deux premiers t-shirts de la série[pertinence contestée].
En 2003, après divers contacts infructueux avec les éditeurs, Dalmasso rentre à Lyon où il reprend ses études inachevés et réalise en trois ans sa licence en biologie et géologie devant le mener vers le professorat.
Il rencontre alors Xavier Penin, alias « Zaz », également ami de John Lang, qui lui propose de monter un projet BD initialement appelé Kyla's Tower. Après accord de John Lang, il est décidé de placer les aventures de Kyla en terre de Fangh, l'univers du Donjon de Naheulbeuk.

### Vie professionnelle
La Tour de Kyla est publiée chez Clair de Lune, le même éditeur que le Donjon de Naheulbeuk. La Tour de Kyla rencontre cependant un succès mitigé et se conclura en 4 tomes, parus entre 2007 et 2010.
Pendant ce temps, Dalmasso participe en tant que scénariste à la publication en bande dessinée d'une parodie du jeu en ligne World of Warcraft. Sous le nom de WaoW, la BD se poursuit toujours (8 tomes parus, le neuvième paru en mars 2012. WaoW sera par ailleurs la première BD publiée par le nouvel éditeur KantiK.
Dalmasso, en collaboration avec Zaz et Régis Torres, signe ensuite, toujours chez KantiK, pour une nouvelle série de fantasy comique, appelée Paladin, dont le 1er tome sort en septembre 2009, ainsi que pour un spin-off de WaoW, une série de gags à la planche appelée Les Chroniques de WaoW, dont le premier tome est sorti le 7 janvier 2010.
Chez Clair de Lune, Dalmasso a commencé l'adaptation en bande dessinée de la saga mp3 Reflets d'acide, créée par JBX.
En 2011, les éditions KantiK font faillite. C'est la fin de la publication des chroniques de WaoW, après 3 tomes et de Paladin mais les 14 premières pages en noir et blanc du tome 3 et la fin du scénario sont disponibles sur le blog de Dalmasso,. L'éditeur Physalis reprend la série WaoW à partir du tome 9, et assure la réédition des anciens tomes à partir de 2012.
En 2013, la série Reflets d'Acide change d'éditeur. Elle est publiée depuis le tome 5 aux éditions Physalis. Le tome 6 est prévu fin 2015.
En 2013 également, Dalmasso signe avec les Éditions Delcourt pour une nouvelle série : Stimpop. Le tome 1 et 2 sortent respectivement en mars 2014 et octobre 2014. Le tome 3 sort en avril 2015.
En 2016, Fabien Dalmasso renonce à son pseudonyme « Le Fab ». C'est sous son vrai nom qu'il publie en août une nouvelle série Un Pour Tous - la jeunesse des mousquetaires, aux éditions Delcourt. Les éditions Delcourt commencent au même moment à publier la suite de Reflets d'Acide, les tomes 5 et 6 sortant au mois de septembre. Les 2 séries sont arrêtées fin 2019, avec 4 tomes d'Un Pour tous, et 10 tomes de Reflets d'Acide, dont la suite est publiée au format webtoon.
En 2018, il co-écrit avec Patrick Sobral, auteur des Légendaires, les tomes 4 et 5 de la nouvelle série jeunesse de Delcourt : Les Mythics. Avec Jéronimo Céjudo au dessin, il scénarise également les 3 tomes du manga shonen Lil'Berry qui paraît en mars 2019, juillet 2019 et mars 2020 aux éditions Delcourt-Tonkam.
Il signe ensuite le scénario de 2 séries aux éditions Soleil : Orepia (avec Jae Hwan Kim au dessin, parution en 2021) et Nëkro (avec Piotr Meneguzzo au dessin, parution à partir de 2022).
En 2021, Fabien Dalmasso revient au dessin, en signant aux éditions Glénat la série Control-V, dont il fait également le scénario, dont le 1er tome paraîtra en 2022.

## Parutions

### Éditions Clair de Lune
- (Dessin) avec Zaz (scénario) et Mick (couleurs) :
  - La Tour de Kyla, tome 1 : Porte, monstre, trésor (février 2007,  (ISBN 978-2-353-25003-5))
  - La Tour de Kyla, tome 2 : Gros bills dans la brume (février 2008,  (ISBN 978-2-353-25044-8))
- (Dessin) avec Zaz (scénario) et Nicolas Verbeke (couleurs) :
  - La Tour de Kyla, tome 3 : La Princesse veut s'en mêler (janvier 2009,  (ISBN 978-2-353-25083-7))
  - La Tour de Kyla, tome 4 : Le Prince Casse-Pied (mars 2010,  (ISBN 978-2-353-25200-8))
- (Dessin) avec JBX (scénario) et Fred Vigneau (couleurs)
  - Reflets d'Acide, tome 1 : La Quête Sans Nom (novembre 2010,  (ISBN 978-2-353-25283-1))[5]
  - Reflets d'Acide, tome 2 : Quintette En Sol Quinteux ! (octobre 2011,  (ISBN 978-2-353-25359-3))
  - Reflets d'Acide, tome 3 :  Pérambulation ascensionnelle (mai 2012,  (ISBN 978-2-353-25421-7))
  - Reflets d'Acide, tome 4 :  Horizons et Dragons (novembre 2012,  (ISBN 978-2-353-25466-8))

### Éditions Kantik

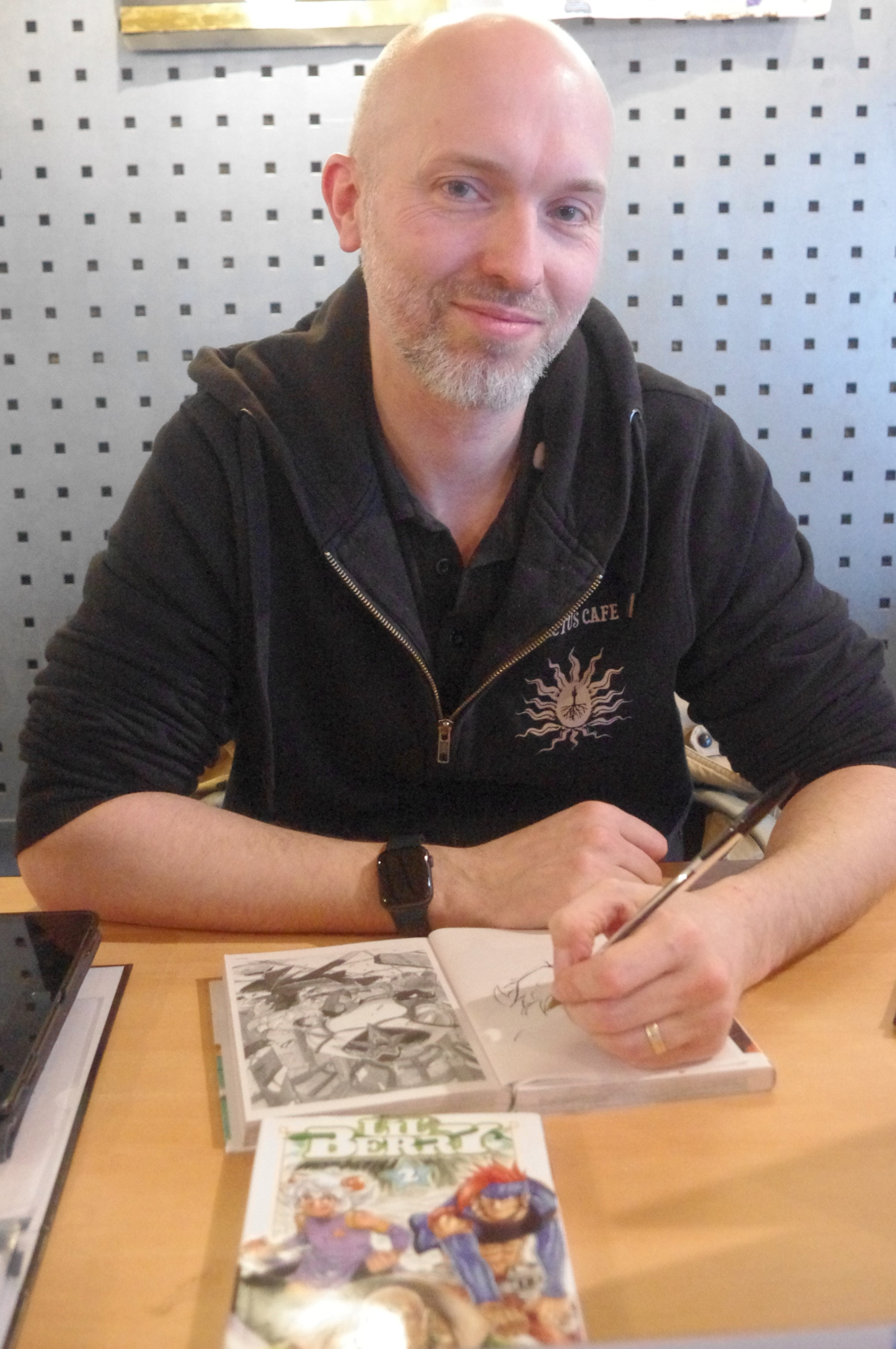

- (Scénario) avec Kitex (dessins) et Mick (couleurs) :
  - WaoW, tome 1 : Les Crèvemines (mai 2008,  (ISBN 978-2-357-08000-3))
  - WaoW, tome 2 : La menace GrisRocs (novembre 2008,  (ISBN 978-2-357-08001-0))
  - WaoW, tome 3 : À mort les morts (mars 2009,  (ISBN 978-2-357-08003-4))
  - WaoW, tome 6 : Trolls ! (avril 2010,  (ISBN 978-2-357-08014-0))
- (Scénario) avec Kitex (dessins) et Blase (couleurs) :
  - WaoW, tome 4 : Où est Darkill ? (juillet 2009,  (ISBN 978-2-357-08005-8))
  - WaoW, tome 5 : Par delà les océans (novembre 2009,  (ISBN 978-2-357-08008-9))
- (Scénario) avec Kitex (dessins) et Javi Charler (couleurs) :
  - WaoW, tome 7 : Levelling ! (octobre 2010,  (ISBN 978-2-357-08022-5))
  - WaoW, tome 8 : Qui connaît la strat ? (mars 2011,  (ISBN 978-2-357-08034-8))
- (Scénario) avec Mick (co-scénariste sur le tome 1), Régis Torres (dessins) et Fred Vigneau (couleurs) :
  - Les Chroniques de WaoW, tome 1 : Des Noobz comme s'il en pleuvait (janvier 2010,  (ISBN 978-2-357-08010-2))
  - Les Chroniques de WaoW, tome 2 : Encore plus de noobz ! (janvier 2011,  (ISBN 978-2-357-08029-4))
  - Les Chroniques de WaoW, tome 3 : Aventures en pick-up (juin 2011,  (ISBN 978-2-357-08047-8))
- (Scénario) avec Aradhor (dessins), Carlos Gomez (couleurs) :
  - Les Aventuriers de l'O.A.K, tome 1 : Le cœur de lave (novembre 2010,  (ISBN 978-2-357-08032-4))
- (Scénario et dessin) avec Zaz (scénario), Régis Torres (dessins) et Fred Vigneau (couleurs) :
  - Paladin, tome 1 : Le tournoi de Crèvemaraud (septembre 2009,  (ISBN 978-2-357-08007-2))
  - Paladin, tome 2 : La geste de Glovis (juin 2010,  (ISBN 978-2-357-08012-6))
- (Scénario) avec Lobel (dessins) et le Studio Makma (couleurs) :
  - Michael Jackson, tome 1 : L'énigme (décembre 2010,  (ISBN 978-2-357-08033-1))

### Éditions Physalis
- (Scénario) avec Picksel (dessin et couleurs) :
  - WaoW, tome 9 : La traîtresse aux dragons (avril 2012,  (ISBN 978-2-366-40000-7))
  - WaoW, tome 10 : First au kikimètre ! (juin 2013,  (ISBN 978-2-366-40018-2))
- (Scénario) avec Cosmos (dessin) et Gwen (couleurs) :
  - WaoW, tome 11 : Autremonde, nous voila ! (juin 2014,  (ISBN 978-2-366-40037-3))
- (Dessin des personnages) avec Bounty (dessin des décors) et Gwen (couleurs) :
  - Starkid, tome 1 : Épisode 1 : /Spith (novembre 2012,  (ISBN 978-2-366-40016-8))
- (Dessin) avec JBX (scénario) et Fred Vigneau (couleurs)
  - Reflets d'Acide, tome 5 :  La croisée des chemins (septembre 2013,  (ISBN 978-2-366-40036-6))

### Éditions Delcourt
- (Scénario et dessin) avec Mick (couleur) :
  - Stimpop, tome 1 : Le garçon qui venait de loin (mars 2014,  (ISBN 978-2-7560-5040-9))
  - Stimpop, tome 2 : L'homme qui se croyait bon (octobre 2014,  (ISBN 978-2-7560-5765-1))
  - Stimpop, tome 3 : Le monde qui jamais ne prit fin (avril 2015,  (ISBN 978-2-7560-6482-6))
  - Stimpop, tome 4 : La Fille qui revint d'ailleurs (novembre 2015,  (ISBN 978-2-7560-7027-8))
- (Scénario et dessin) avec Cyril Vincent (couleur) :
  - Un pour tous !, tome 1 : Les cadets à la rescousse (août 2016,  (ISBN 978-2-7560-7751-2))
  - Un pour tous !, tome 2 : Saison froide à la cour des miracles (mai 2017,  (ISBN 978-2-7560-9417-5))
  - Un pour tous !, tome 3 : L'affaire des perruques (mai 2018,  (ISBN 978-2-413-00350-2))
- (Scénario) avec Patrick Sobral (scénario) et Magali Paillat (couleurs)
  - Les Mythics tome 4 : Abigail, dessin de Dara, novembre 2018
  - Les Mythics tome 5 : Miguel, dessin et couleurs de Jérôme Alquié, janvier 2019
- (Scénario) avec Jéronimo Céjudo (dessin et couleur) ; collection Delcourt/Tonkam Shonen :
  - Lil'Berry série de 3 tomes ; Tome 1 (avril 2019 (ISBN 978-2-7560-9997-2)) ; tome 2 (juin 2019 (ISBN 978-2-413-01150-7)) ; tome 3 (mars 2020 (ISBN 978-2-413-01966-4))[6].

### Éditions Petit à petit
- (Dessin) avec Kevin Trantkat (story-board), Christophe Billard (couverture), Cristelle Friaud, Thomas Balard, Chandre, Vincenzo Federici, Alexandre Gaillard, Ludovic Souillard, Stefano Realdini, Benjamin Blasco Martinez (dessin), Francois Fleury, Florent Daniel (couleur) et Olivier Petit (scénario) :
  - Rouen, tome 1 : De Rotomagus à Rollon (décembre 2015,  (ISBN 979-1-0956-7000-1))

### Glénat
- (Scénario et dessin) :
  - Sourire d'acier tome 1 : Le grand effacement 2023
  - Sourire d'acier tome 2 : Submergée 2023